# Ekscyton

Ekscyton w krysztale

Ekscyton (od ang. excite – wzbudzać) – kwazicząstka powstała w wyniku korelacji elektronu i dziury będących wynikiem oddziaływania kulombowskiego pomiędzy nimi. W ogólności mianem ekscytonu określa się różne zjawiska, w których dochodzi do powstania takich korelacji w wyniku wzbudzenia elektronu (stąd nazwa). Nazwa ekscyton nie jest ograniczona wyłącznie do fizyki materii skondensowanej i kryształów, jednak najczęściej w tym kontekście jest używana. Kryształ złożony ekscytonów to ekscytonium.
Wyróżnia się 2 podstawowe rodzaje ekscytonów
- ekscyton Wanniera-Motta (zwany też krótko ekscytonem Wanniera) charakteryzuje się dużym promieniem w porównaniu do długości charakterystycznych w układzie (w krysztale będzie to stała sieci)
- ekscyton Frenkla mający promień porównywalny z długościami charakterystycznymi.

Oprócz powyższych warto jeszcze wspomnieć o ekscytonie Mahana (występującym w literaturze fachowej także jako Fermi-edge singularity, X-ray singularity). W tym wypadku mamy do czynienia ze wzbudzeniem elektronu w metalu z głębokich powłok atomowych do pasma przewodnictwa oraz powstania w wyniku dziury o dużo większej masie. Teoretyczne rachunki pokazują, że w takim wypadku mamy do czynienia z rozbieżnością potęgową dla energii odpowiadających wzbudzeniom bliskim powierzchni Fermiego. Efekt ten został przewidziany teoretycznie przez Mahana i potwierdzony doświadczalnie.